# Melika Mohammadi
Melika Mohammadi (en persa: ملیکا محمدی‎; Shiraz, Irán; 28 de marzo de 2000-Bam, Irán; 24 de diciembre de 2023) fue una futbolista iraní que jugó en las posiciones de defensa central y lateral derecho.

## Carrera

### Club
Jugó para el Bam Khartoon FC de 2017 a 2023, equipo con el que logró ganar cinco campeonatos nacionales.

### Selección nacional
Jugó para Irán en cinco ocasiones de 2021 a 2023 y participó en la Copa Asiática Femenina de la AFC de 2022. También jugó para la selección sub-20 en cinco ocasiones de 2018 a 2019.

## Vida personal
Malika Mohammadi nació el 28 de marzo de 2000 en Shiraz. Vivía con su familia en Bethesda, (Maryland, Estados Unidos). Jugó para el equipo de fútbol de la Universidad Emory, donde se graduó con una licenciatura en Antropología y Biología Humana. A la edad de 15 años, fue invitado al equipo de fútbol femenino sub-19 en Irán y luego Fue elegida por Maryam Azmoun, la entrenadora de la selección nacional, a la que fue invitada el fútbol femenino iraní.

## Muerte
Mohammadi murió el día de Nochebuena de 2023, a los 23 años, luego de sufrir un accidente de tráfico en la entrada de la ciudad de Bam. Viajaba junto a sus compañeras Behnaz Taherkhani y Zahra Khajavi, las cuales resultaron heridas y llevadas al hospital. La ceremonia de cremación del cuerpo de Malika Mohammadi se celebró al mediodía del lunes 24 de diciembre de 2023, en presencia de sus atletas, funcionarios y amigos en el césped del estadio Fajr Bam. Vivió en Estados Unidos y vino a Irán para participar en la selección 

## Logros
- Kowsar Women Football League (5): 2017–18, 2018–19, 2019–20, 2021–22, 2022-23